# Савинов, Михаил Семёнович
Михаил Семёнович Савинов (июль 1900 — июнь 1979) — советский государственный, партийный,и хозяйственный деятель. В 1938-1939 первый секретарь Смоленского обкома ВКП(б). Депутат Верховного Совета СССР I созыва.

## Биография
Уроженец деревни Калянинское Зарайского уезда Рязанской губернии, из крестьян, русский. Образование высшее. Член партии большевиков с 1920 г.
- 1919—1920 красноармеец стрелковой бригады в Москве, затем на Юго-Западном фронте.
- 1920—1921 помощник начальника полевого склада 2-й отдельной Московской стрелковой бригады на Юго-Западном фронте.
- 1921—1923 курсант военной электрошколы в г.Сергиев Посад Московской обл.
- 1923—1926 зам. зав., затем заведующий агитпропа уездного комитета РКП(б).
- 1926—1928 зам. зав. подотдела агитации МК ВКП(б).
- 1928—1929 секретарь партячейки Вагоноремонтного завода в пос. Перово Московского у. Московской губ.
- 1929—1930 ответинструктор МК ВКП(б).
- 1930 зав. оргинструкторским отделом Калужского окружкома ВКП(б)
- 1930-1932 ответственный секретарь Калужского райкома ВКП(б).
- 1932—1933 зам. зав. агитмассовым отделом МК ВКП(б).
- 1933—1935 начальник политотдела МТС пос. Птань Куркинского района Московской обл.
- 1935—1937 первый секретарь Ухтомского, затем Шатурского райкомов ВКП(б) Московской обл.
- июль — ноябрь 1937 г. второй секретарь Западного обкома ВКП(б),
- 11.1937 — 7.6.1938 и.о. первого секретаря Смоленского обкома ВКП(б)
- 7.6.1938 — 14.2.1939 первый секретарь Смоленского обкома ВКП(б).
- 1939—1941 слушатель Всесоюзной промакадемии.
- 1941—1945 инженер, зам. начальника, начальник строительства Юрюзаньской ГЭС в пос. Юрюзань Катавского района Челябинской обл.
- 1945—1946 управделами Наркомата электростанций СССР.
- 1946—1959 начальник Хозуправления министерства электростанций СССР.
- 1959—1962 заместитель директора института «Теплоэлектропроект».

С 1962г. пенсионер.